# Amphipsyche senegalensis
Amphipsyche senegalensis är en nattsländeart som först beskrevs av Brauer 1875.  Amphipsyche senegalensis ingår i släktet Amphipsyche och familjen ryssjenattsländor. Inga underarter finns listade i Catalogue of Life.